# Spoorwegzegel

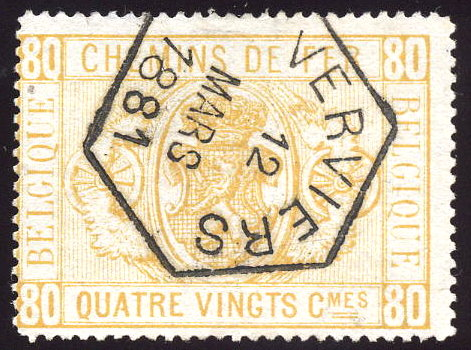
Een Belgische spoorwegzegel, gebruikt in 1881

Een spoorwegzegel of treinbriefzegel (die laatste term kwam pas na de Tweede Wereldoorlog in gebruik) was een soort postzegel uitgegeven door een spoorwegonderneming. De zegel werd geplakt op een pakket (soms ook wel een brief) dat met de trein mee moest.
Aangezien spoorwegzegels niet in het gewone postverkeer zijn gebruikt en niet door een postdienst uitgegeven werden, zijn het geen postzegels. 

## Spoorwegzegels van België
De Belgische spoorwegzegels vormen een uitzondering. Een aantal ervan kon ook in het normale postverkeer gebruikt worden. Daar werkten de posterijen en de spoorwegen nauw samen en kon een pakket dat was gefrankeerd met een spoorwegzegel, ook worden behandeld door een postkantoor in een plaats waar geen treinstation was.

## Spoorwegzegels van Nederland
In Nederland werd het vanaf 1 april 1924 mogelijk gemaakt een pakket of een brief op het station af te geven. De trein bracht het poststuk dan naar de plaats van bestemming, waarna de PTT zorgde voor bezorging aan huis. Het poststuk, dat treinbrief werd genoemd, moest voor de PTT correct gefrankeerd zijn en daarnaast voorzien van een spoorwegzegel. In 1979 werd deze faciliteit voor particulieren afgeschaft.

## Spoorwegzegels van Denemarken
Een van de landen waar veel verschillende spoorwegzegels zijn uitgegeven was Denemarken. Ze werden niet alleen uitgegeven door de Danske Statsbaner (DSB, Deense staatsspoorwegen), maar ook door veel lokale spoorwegmaatschappijen, zoals De Bornholmske Jernbaner (DBJ, de spoorwegen van het eiland Bornholm), de Ebeltoft-Trustrup Jernbane (ETJ) en de Gribskovbanen (GDS).

## Catalogisering
Spoorwegzegels staan doorgaans niet in een postzegelcatalogus, alweer met uitzondering van de Belgische.

### Nederlandse spoorwegzegels
- A.M. Benders en G.W.A. de Veer, ‘De Nederlandse Spoorwegzegels’, in: Spoor en post in Nederland, Nederlands Spoorwegmuseum, Utrecht, 1979, blz. 13-43

## Voetnoten
1. ↑  Een uitgebreid overzicht: Denmark: Railway Letter & Parcel Stamps Introduction. Paper Heritage. Geraadpleegd op 17 november 2019.  De lijst is gebaseerd op de DFBK Catalogue 2011 (DFBK: Dansk Fragt- og Banemaerkeklub).

andreaskruis · baarfrankering · brandkastzegel · cinderella · decemberzegel · dienstzegel · doorloper · dwangtoeslagzegel · eerste postzegelemissie · gelegenheidszegel · gemeenschappelijke postzegelemissie · gemengde frankering · gepersonaliseerde postzegel · kinderpostzegel · langlopende postzegel · luchtpostzegel · perfin · portzegel · postpakketzegel · postzegel met tab · postzegelboekje · spoorwegzegel · toeslagzegel · vertanding · voorafstempeling · zelfklevende postzegel · zomerpostzegel · zondagstrookje
Portaal · Categorie